# 佩拉德贝拉克
佩拉德贝拉克（法語：Peyrat-de-Bellac，法語發音：[pɛʁa də bɛlak]，意为“贝拉克的佩拉”）是法国新阿基坦大区上维埃纳省的一个市镇，属于贝拉克区。

## 地理
佩拉德贝拉克（46°8'32"N, 1°2'13"E）面积31.2 平方千米，位于法国新阿基坦大区上维埃纳省，该省份为法国中西部省份，北起顺时针与安德尔省、克勒兹省、科雷兹省、多爾多涅省、夏朗德省和维埃纳省接壤。
与佩拉德贝拉克接壤的市镇（或旧市镇、城区）包括：加尔唐普河畔圣旺、贝拉克、布朗扎克、布隆、加尔唐普河畔拉克鲁瓦、瓦勒迪苏瓦尔、圣博内德贝拉克。

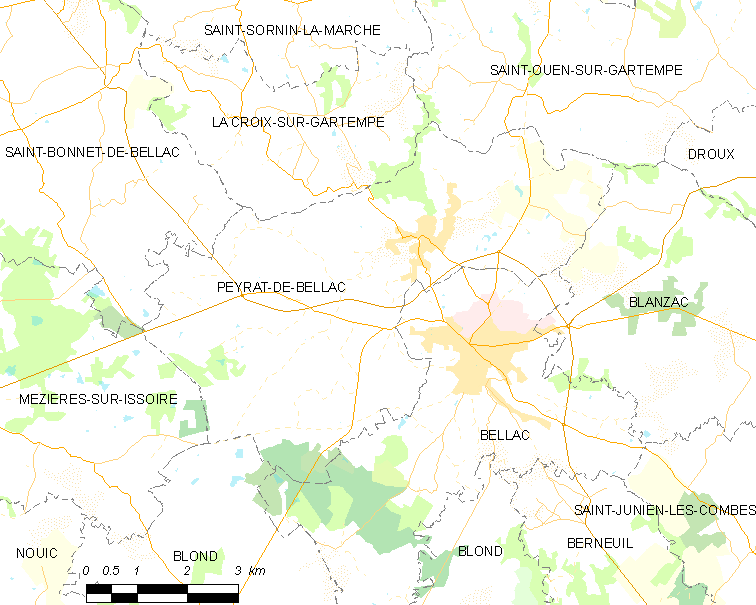
佩拉德贝拉克的OSM定位图

佩拉德贝拉克的时区为UTC+01:00、UTC+02:00（夏令时）。

## 行政
佩拉德贝拉克的邮政编码为87300，INSEE市镇编码为87116。

## 政治
佩拉德贝拉克所属的省级选区为贝拉克县。

## 人口

1962-2008年间佩拉德贝拉克人口变化图示

佩拉德贝拉克于2022年1月1日时的人口数量为1059人。